# (4461) Sayama
(4461) Sayama ist ein Hauptgürtelasteroid, der am 5. März 1990 von Atsushi Sugie am Dynic Astronomical Observatory entdeckt wurde.
Der Asteroid wurde nach der japanischen Stadt Sayama benannt.